# Пет лицејских питомаца по Србији године 1863
Пут лицејских питомаца (јеставственичког одељења) по Србији године 1863. (из путн.бележака целе експедиције) је путопис Косте Поповића (1842 - 1864), издат 1867-е године од стране удружења Уједињена омладина српска.

## Опис
Дело представља записе и путне белешке групе студената који су на стручној екскурзији предвођени професором Јосифом Панчићем обилазили новосолобођене делове Србије у доба Обреновића. Књига обухвата геолошка и географска запажања о пределима кроз које пролазе, народне обичаје, као и опис ношњи и менталитета људи са којима се сусрећу. Присутан је анимозитет од стране аутора ка неким мањинама као што су Власи, и комшијских народа попут Бугара. Књига је реиздата тек 2012-е године, од стране Народне библиотеке „Његош”, с обзиром да се велики део путописа дешава у Књажевцу. Студенти лицеја предвођени својим професором такође шетају у Сокобањи, Алексинцу, Нишу, Сврљигу, и већем делу Тимочке Крајине, док се сусрећу са простодушним народом и сељанима који су уверени у непогрешивост власти (један чобанин им говори о свом сусрету са Кнезом Милошем и изненађен је чињеницом да у Београду више нема Турака).
Ђаци који путују по Србији и описани у овом путопису су:
- Коста Поповић - аутор бележака
- Владан Ђорђевић, историчар
- Лазар Ђ. Докић, лекар
- Јован Бадемлић
- Никола Катић
- Петар Новаковић
- Радмио Лазаревић,[4] лекар и песник

Књига је у јавном власништву и објављена је на интернету у дигиталној библиотеци Матице српске, као и дигиталној библиотеци Народне библиотеке Србије.